# Альберсдорф-Пребух
Альберсдорф-Пребух (нем. Albersdorf-Prebuch) — коммуна (нем. Gemeinde) в Австрии, в федеральной земле Штирия.
Входит в состав округа Вайц. Площадь общины составляет 14,17 км², население — 2250 человек (1 января 2021), плотность населения — 156 чел./км². Официальный код  —  61701.

## География

### Административно-территориальное деление
Территория коммуны включает 5 населенных пунктов (нем. Ortschaft), которые также являются кадастровыми общинами (нем. Katastralgemeinden) (в скобках указано количество жителей на 1 января 2021 года):
- Альберсдорф (1376)
- Кальч (167)
- Постельграбен (142)
- Пребух (425)
- Волсдорферегг (140)

### Соседние коммуны
| С-З | Санкт-Рупрехт-на-Рабе   | Санкт-Рупрехт-на-Рабе | Ильцталь  | С-В |
| З   | Санкт-Рупрехт-на-Рабе   | Роза ветров           | Ильцталь  | В   |
| Ю-З | Лудерсдорф-Вильферсдорф | Глайсдорф             | Глайсдорф | Ю-В |

## Население
| Год  | Численность |
| ---- | ----------- |
| 1869 | 1055        |
| 1889 | 1108        |
| 1890 | 1158        |
| 1900 | 1126        |
| 1910 | 1196        |
| 1923 | 1147        |
| 1934 | 1194        |
| 1939 | 1201        |
| 1951 | 1213        |
| 1961 | 1250        |
| 1971 | 1366        |
| 1981 | 1506        |
| 1991 | 1540        |
| 2001 | 1691        |
| 2011 | 1990        |
| 2021 | 2250        |

## Политическая ситуация
Бургомистр коммуны — Роберт Шмиердорфер (АНП) по результатам выборов 2009 года.
Совет представителей коммуны (нем. Gemeinderat) состоит из 15 мест.
- АНП занимает 10 мест.
- СДПА занимает 3 места.
- СПО занимает 1 место.
- Зелёные занимают 1 место.